# Ломци
Ломци (болг. Ломци) — село в Болгарии. Находится в Тырговиштской области, входит в общину Попово. Население составляет 846 человек (2022).

## Политическая ситуация
В местном кметстве Ломци, в состав которого входит Ломци, должность кмета (старосты) исполняет Денчо Добрев Дечев (коалиция в составе 2 партий: Гражданский союз за новую Болгарию (ГСНБ), Федерация Активного Гражданского Общества (ФАГО)) по результатам выборов правления кметства.
Кмет (мэр) общины Попово — Людмил Веселинов (коалиция в составе 2 партий: Федерация Активного Гражданского Общества (ФАГО), Гражданский союз за новую Болгарию (ГСНБ)) по результатам выборов 2007 года в правление общины.